# 狩勝トンネル
狩勝トンネル（かりかちトンネル）は、かつて北海道空知郡南富良野町と北海道上川郡新得町の日本国有鉄道（国鉄）根室本線上に存在した鉄道トンネルである。
本項目では現在の北海道旅客鉄道（JR北海道）石勝線上にある新狩勝トンネル（しんかりかちトンネル）についても述べる。

## 狩勝トンネル
根室本線落合 - 新内間に存在していた、狩勝峠を越える全長954 mの鉄道トンネルである。1907年（明治40年）9月8日開通。1966年（昭和41年）に廃止され、封鎖されている。
位置的には現在の国道38号狩勝峠駐車場（標高644 m）の直下を、最大標高534 m のところで貫いていた。このトンネルより新内駅側に全長124 m の新内トンネルがあった。
当時の狩勝越えは、札幌方面からトンネルを抜けると十勝平野が一望でき、日本三大車窓の一つにも数えられるなど、乗客には喜ばれていた。しかし、急勾配の上にトンネル断面が小さく排煙も悪く、特に落合方面に向かう列車は、上り勾配による速度低下と力行による排煙増加の上に、熱による上昇気流や列車がシリンダー内のピストンと化すことで、大量の煤煙と蒸気が機関車にまとわり付く、蒸気機関車の乗務員にとっては、絶えず窒息の危険と隣り合わせの難所であった。この吹き返しを防ぐ（煤煙と蒸気が列車を追いかけないようにする）ため、後に、両方向のトンネル坑口に、人力操作で蛇腹状に上下する風よけの幕が設置された。

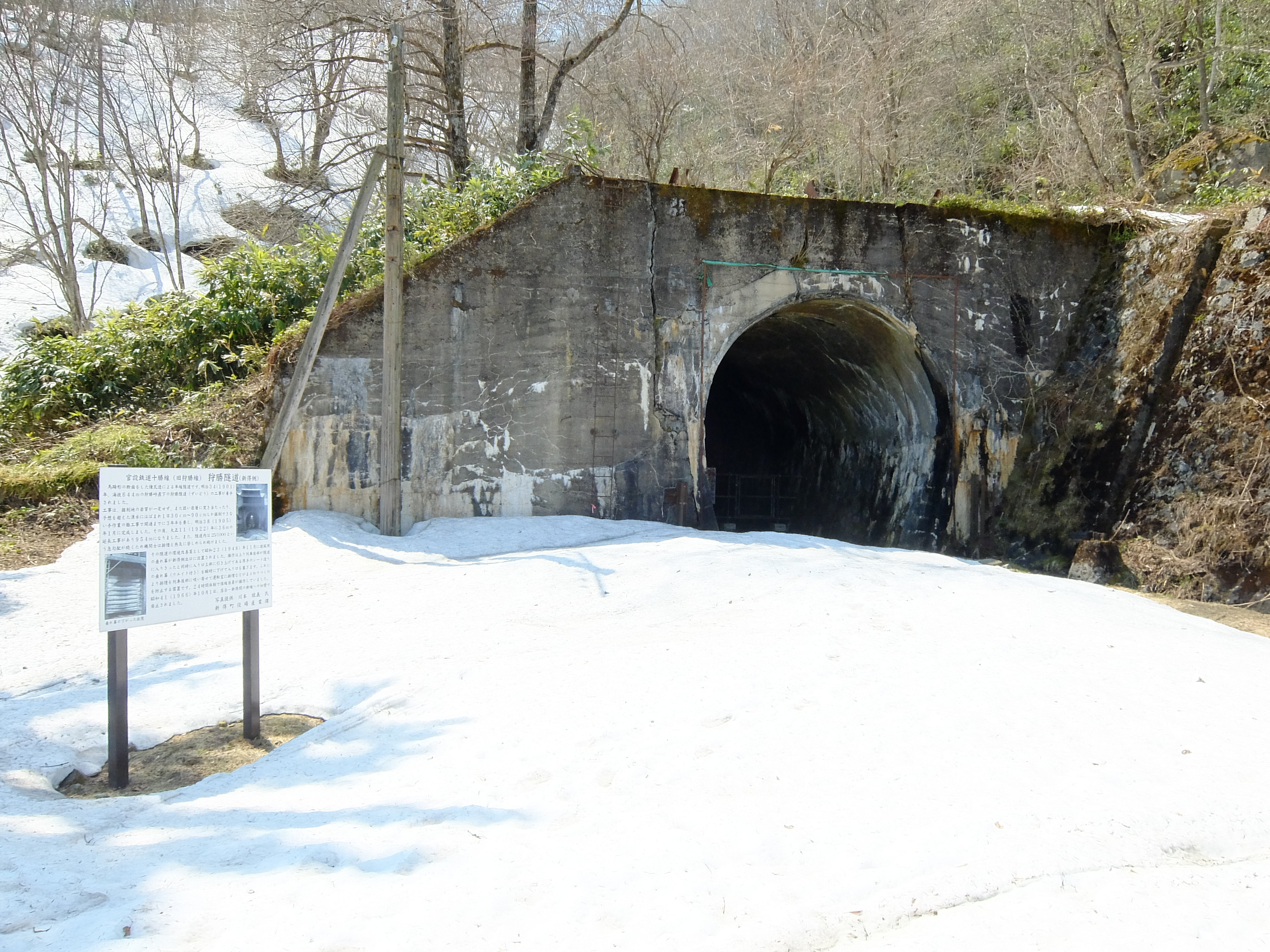
旧狩勝隧道跡 新内駅側坑口 （2015年4月）
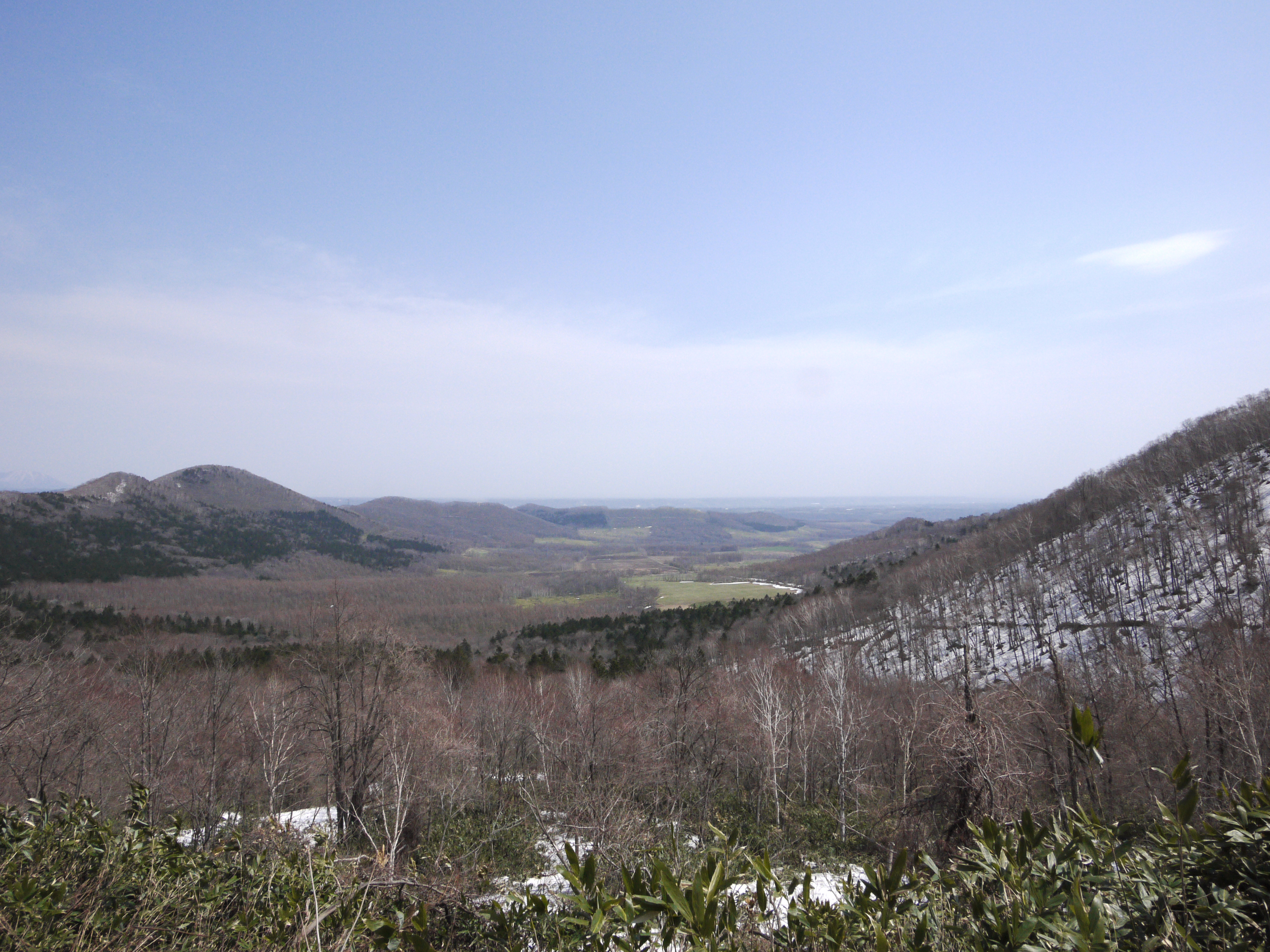
根室本線旧線跡からの十勝平野の眺望（2015年4月）

### 歴史
旭川市から釧路市を結ぶ鉄道ルート中のトンネルとして計画された。このルートを決定したのは田辺朔郎を責任者とするチームであった。
1901年（明治34年）に北海道官設鉄道によって着工され、1905年（明治38年）に官設鉄道に工事が引き継がれ、1907年（明治40年）に完成した。。総工費は当時の金額で344,000円であった。完成まで足かけ7年の年月を要しているが、実際には日露戦争による中断期間も含むため、実態はわずかな期間で完成させた突貫工事そのものである。硬い岩盤と湧水に阻まれる難工事で「枕木の数ほどの犠牲者が出た」といわれ、タコ部屋労働や人柱の話も伝わる。
太平洋戦争後（国鉄化前）には、結成されたばかりの労働組合が真っ先に労働状態の改善要求として、トンネルの改築と手当の増額を当局に突きつけた現場でもある（後述）。
その後、トンネルの老朽化も激しくなり、漏水の凍結によるつららでの運行障害の問題もあったことから、国鉄は新しいトンネルの建設に着手。1966年（昭和41年）10月1日より、新たに開通した新狩勝トンネル（後述）に切り替え、狩勝トンネルはその使命を終えた。

#### 狩勝トンネル争議
狩勝トンネルを巡る一連の労働争議は、1947年（昭和22年）に結成されたばかりの労働組合が、換気の悪い同トンネルの改築と、手ぬぐいの支給を経営当局に申請したことに端を発し、次いで同トンネルの手当増額要求が出されている。
当初は安全衛生（9600形乗務によるトンネル内での死者も出ている）を主題としていたが、目的は危険手当の増額や減車闘争に置き代わり極めて政治的に傾斜していった。労使双方が慣れない中での交渉は難航し、事態は悪化。1948年（昭和23年）8月9日には政令201号に反対する職員による乗務拒否が発生。さらに1949年（昭和24年）には職場放棄者が続出し、新得駅を通過する列車の運休や遅延が発生するに至った。
争議がゼネストに発展することを危惧したGHQはこれに対して厳しい態度を取り、やがて警察が介入したことで数十人にも及ぶ逮捕者が出たことから、組合員が抗議の自殺を図るなど泥沼化。1951年（昭和26年）には付近でまりも号脱線事件が発生し、争議と事件の関連性を疑う警察により、多くの組合員が拘束されて事情聴取を受けるなどの事態も発生。結果的に労働争議は多くの者に遺恨を残したまま、1966年（昭和41年）にこのトンネルが廃止されるまで尾を引くこととなった。

## 新狩勝トンネル
新狩勝トンネルは、北海道旅客鉄道（JR北海道）石勝線の鉄道トンネルである。トンネル内には上落合信号場が設けられ、富良野駅 - 新得駅間の廃止までは同信号場から新得方は根室本線・石勝線の重複区間となっていた。
1962年（昭和37年）3月30日に着工。1964年（昭和39年）8月8日に貫通し、1966年（昭和41年）9月30日、根室本線落合駅 - 新得駅間の狩勝峠の勾配を緩和するための新線の一部として開通した。同日午後6時に旧線からこのトンネルを通る新線への切り替えが行われ、下り特急「おおとり」、上り急行「狩勝」が一番列車として通過した。翌10月1日に落合駅で修祓式と出発式、新得駅で開通式が行われた。このトンネル完成により、狩勝トンネルを通る旧線は営業廃止となった。
完成当初より、石勝線の分岐を想定し、上落合信号場で落合駅方・トマム駅方の二股に分かれる構造となっている。また、断面は将来の交流電化を考慮したものとしている。上落合信号場を設ける部分は複線断面となっており、当初740 m の複線断面を確保していたが、上下列車の同時進入に対して、有効長と過走距離をより十分に確保することが求められたため、1974年（昭和49年）から1978年（昭和53年）にかけて、複線断面部分を 26 m 新得方に延長している。なお、石勝線側は1981年（昭和56年）10月1日に供用を開始している。
長さは5,648 mで、根室本線では最長、石勝線のトンネルとしては新登川トンネルに次いで2番目に長く、勾配は12 ‰に緩和されている。